# 土耳其灾害事务管理总局地震研究部
土耳其灾害事务管理总局地震研究部（土耳其語：Türkiye Cumhuriyeti Başbakanlık Afet ve Acil Durum Yönetimi Deprem Dairesi Başkanlığı tarafından），是土耳其公共工程和住房部灾害事务管理总局直属的行政机构，是土耳其的全国地震工作管理机构，同时亦负责土耳其全国的地震监测工作。
土耳其地震研究部根据土耳其第4623号法令《有关震前震后措施法》设立。该机构在土耳其各地区展开地震观测，监测范围覆盖土耳其全国，并负责土耳其的地震减灾工作。

## 历史
土耳其是一个地震多发的国家。从第一次世界大战结束至1940年代期间，土耳其的地震防灾及震后援助工作长期由土耳其红星月会承担。这一时期，土耳其当局的地震工作重点主要是地震救灾和抢险。然而，1939到1944年的一系列地震让土耳其当局认识到，仅靠地震救灾抢险和灾后重建并不能缓解地震灾害带来的巨大破坏。因此，土耳其大国民议会于1944年通过了第4623号法令《有关震前震后措施法》。根据该法令，土耳其政府将地震防灾减灾职能划入土耳其公共工程部。1945年，在借鉴意大利等国经验的基础上，土耳其公共工程部发表了首幅地震灾害区划图和强制性抗震设计与建筑规范，并要求各地方政府对土地利用决策进行地质调查。这一法律在颁布初期得到了严格贯彻，一定程度上提高了土耳其建筑的抗震水平。
1950年代中期，由于《有关震前震后措施法》不能适应土耳其的城市化与工业化，因而该法的实施被事实上搁置。由于预算分配的限制，绝大部分防灾减灾工作暂停开展，仅震后重建和安置工作仍正常运行。不过，1955至1959年的一系列地震使得公众再次对地震减灾工作产生关注。受此影响，土耳其议会连续通过了第7010号法令《1956年公共工程（城市化）法》和第7269号法令《1959年自然灾害（修订）法》，规定政府负责重新安置受灾者，并要求政府直接负责执行新居住区和住房的规范化工作，同时设立了“灾害基金”。与此同时，土耳其政府还根据《1959年自然灾害（修订）法》在公共工程部之下设立了灾害事务管理总局。1970年，总局下设立了地震观测专门机构——地震研究部。
1983年，土耳其建设和住房部与公共工程部合并，成立了“土耳其公共工程和住房部”，灾害事务管理总局及其地震研究部转隶新成立的公共工程和住房部。

## 业务

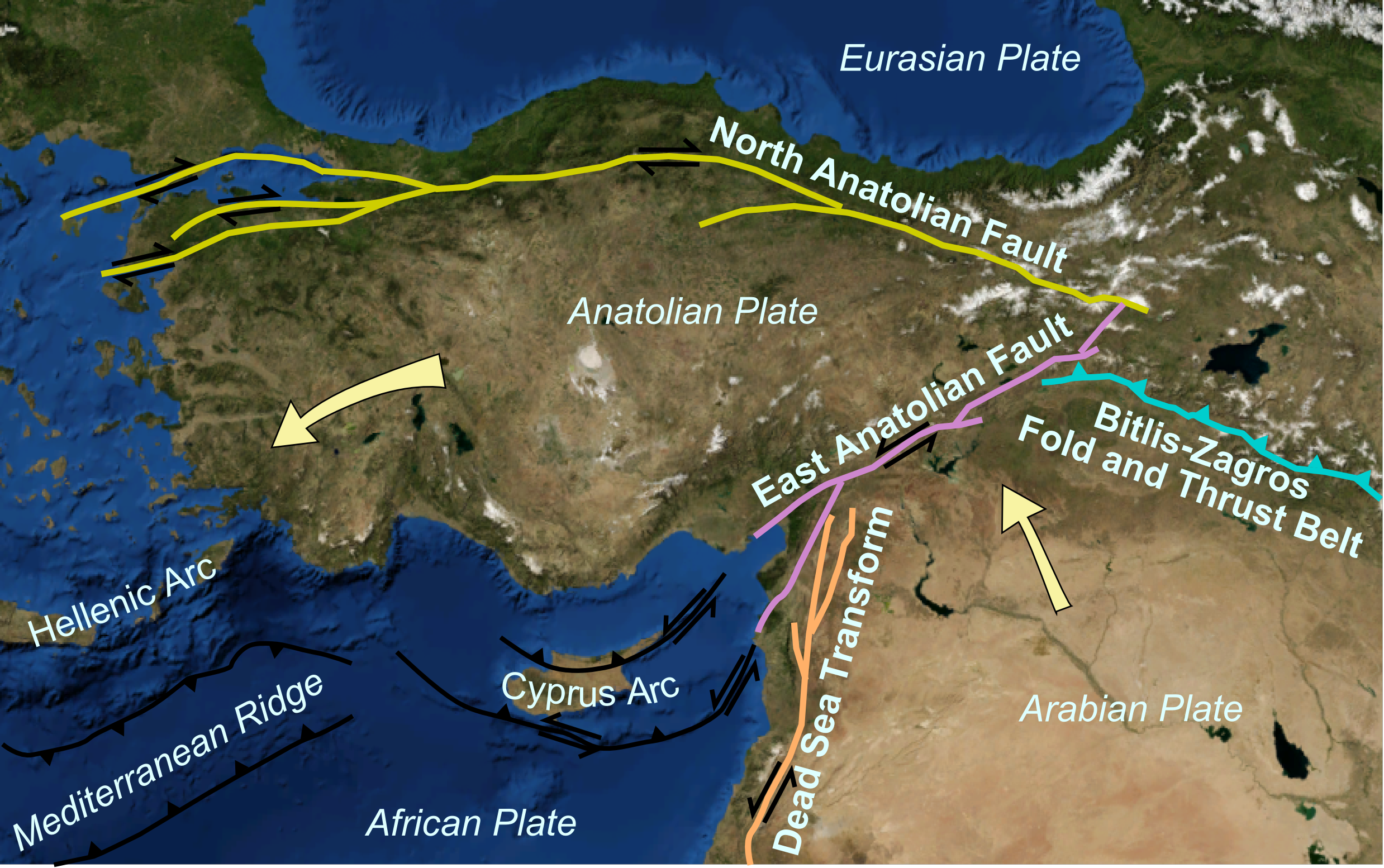
小亚细亚半岛的地质构造。由图可见，北安纳托利亚断裂带（North Anatolian Fault）是土耳其的主要地震震源地区。

1983年以来，土耳其初步建成了一套比较完整的地震监测网络，亦参加了许多区域性地震观测合作计划，重点开展了北安纳托利亚断裂带的观测研究工作。还曾主办了世界地震工程会议。
土耳其地震台网由42个标准地震台站组成。在德国、英国的技术支持下，能够监测东部地区4级以上地震、西部地区3级以上地震和马尔马拉海沿岸2级以上地震。在日本和德国的合作下，该部开展了地震预报合作计划，在博卢省建立了前兆台网，能够有效监测到地震前兆，提供必要的观测数据。
另外，土耳其地震研究部还与日本气象厅合作建设了土耳其速报地震观测台网系统，在紧急情况下，快速评估地震参数，绘制烈度图，向地方当局和中央台站提供即时地震信息。

## 机构
作为全国性的地震监测和研究中心，土耳其地震研究部下设地震工程研究室、地震研究室、实验室三个研究部门，以及行政管理处。另设地震监测台网中心、强震动监测台网中心等两个中心。土耳其政府为开展地震预报工作，还设立了由12人组成的全国地震预报委员会，负责协调地震预报工作。
在抗震减灾方面，土耳其地震研究部还受到土耳其紧急情况协调委员会的领导，后者是一个由不管部长牵头的一个政府议事协调机构。
在国际合作方面，该部与美国地质调查局、英国地质调查局、德国联邦地球科学和自然资源研究院、日本气象厅有合作关系，并与中国地震局等科研机构进行了互访交流。